# SOAR 望遠鏡
SOAR 望遠鏡 (Southern Astrophysical Research Telescope) は、近代的な口径4.1 mの近赤外線観測用の望遠鏡で、チリのセロ・トロロ汎米天文台の標高2738mの地点に設置されている。ブラジルとチリとミシガン州立大学の共同で2003年に設立された。
望遠鏡の空間分解能は波長0.5μmにおいて0.7秒角である。複数の観測装置をナスミス焦点とカセグレン焦点に設置できる。
2007年9月現在の観測装置
- UV–光学 16百万画素撮像装置 (SOI, CTIO)
- 近赤外線（波長1–2.4 μm）1百万画素HgCdTe撮像装置と分光計（OSIRIS、オハイオ州立大学/CTIO）

2008から2009にかけて追加予定の観測装置
- UV–光学 16百万画素撮像素子と分光計 (Goodman Spectrograph, UNC)
- 近赤外線（波長1–2.4 μm）16百万画素 HgCdTe 撮像素子 (SPARTAN, MSU)
- 近赤外線（波長1–5 μm）1百万画素高分解能分光計 (Phoenix, NOAO)
- 補償光学装置 (SAM, CTIO)
- スペックル撮像装置 (HRCam, NOIRLab)[1]
- UV–光学 16百万画素内蔵型分光計（SIFS、ブラジル）

アメリカ合衆国の天文学者達はアビリン・ネットワークにより望遠鏡を遠隔操作する。チリとブラジルの天文学者は彼らの高速回線を使用する。現地の運用者は観測装置の制御とデータを収集する。